# Croatia Open Umag 2018
Croatia Open Umag 2018, oficiálním sponzorským názvem Plava Laguna Croatia Open Umag 2018, byl tenisový turnaj pořádaný jako součást mužského okruhu ATP World Tour, který se hrál na otevřených antukových dvorcích Mezinárodního tenisového centra. Probíhal mezi 16. až 22. červencem 2018 v chorvatském Umagu jako dvacátý devátý ročník turnaje.
Turnaj s rozpočtem 561 345 eur patřil do kategorie ATP World Tour 250. Nejvýše nasazeným hráčem ve dvouhře se stal po odhlášení Kyla Edmunda dvacátý třetí tenista světa Damir Džumhur z Bosny a Hercegoviny. Jako poslední přímý účastník do hlavní singlové soutěže nastoupil srbský 101. hráč žebříčku Laslo Djere.
Druhé turnajové vítězství na okruhu ATP Tour dosáhl Ital Marco Cecchinato. Třetí společnou trofej ze čtyřhry na túře ATP vybojoval nizozemský pár Robin Haase a Matwé Middelkoop.

## Rozdělení bodů a finančních odměn

### Rozdělení bodů
| Soutěž  | vítězové | finalisté | semifinalisté | čtvrtfinalisté | 16 v kole | 32 v kole | Q  | Q2 | Q1 |
| ------- | -------- | --------- | ------------- | -------------- | --------- | --------- | -- | -- | -- |
| dvouhra | 250      | 150       | 90            | 45             | 20        | 0         | 12 | 6  | 0  |
| čtyřhra | 250      | 150       | 90            | 45             | 0         | —         | —  | —  | —  |

### Finanční odměny
| Soutěž                              | vítězové | finalisté | semifinalisté | čtvrtfinalisté | 16 v kole | 32 v kole | Q2     | Q1     |
| ----------------------------------- | -------- | --------- | ------------- | -------------- | --------- | --------- | ------ | ------ |
| dvouhra                             | €89 435  | €47 105   | €25 515       | €14 535        | €8 565    | €5 075    | €2 285 | €1 145 |
| čtyřhra                             | €27 170  | €14 280   | €7 740        | €4 430         | €2 590    | —         | —      | —      |
| částka ve čtyřhře je uvedena na pár |          |           |               |                |           |           |        |        |

## Mužská dvouhra

### Nasazení
| Stát                            | Hráč                 | ATP | Nasazení |
| ------------------------------- | -------------------- | --- | -------- |
| Spojené království              | Kyle Edmund          | 17  | 1        |
| Bosna a Hercegovina             | Damir Džumhur        | 23  | 2        |
| Itálie                          | Marco Cecchinato     | 29  | 3        |
| Rusko                           | Andrej Rubljov       | 33  | 4        |
| Španělsko                       | Albert Ramos-Viñolas | 38  | 5        |
| Nizozemsko                      | Robin Haase          | 43  | 6        |
| Portugalsko                     | João Sousa           | 45  | 7        |
| Francie                         | Benoît Paire         | 47  | 8        |
| Německo                         | Maximilian Marterer  | 48  | 9        |
| Žebříček ATP k 2. červenci 2018 |                      |     |          |

### Jiné formy účasti
Následující hráči obdrželi divokou kartu do hlavní soutěže:
- Félix Auger-Aliassime
- Nino Serdarušić
- Franko Škugor

Následující hráči postoupili z kvalifikace:
- Rogério Dutra da Silva
- Martin Kližan
- Stefano Travaglia
- Marco Trungelliti

Následující hráč postoupil z kvalifikace jako tzv. šťastný poražený:
- Andrej Martin

### Odhlášení
před zahájením turnaje
- Kyle Edmund → nahradil jej  Andrej Martin
- Guillermo García-López → nahradil jej  Laslo Djere
- Filip Krajinović → nahradil jej Taró Daniel
- Andreas Seppi → nahradil jej  Guido Pella

## Mužská čtyřhra

### Nasazení
| Stát                                                                       | Hráč              | Stát       | Hráč               | ATP  | Nasazení |
| -------------------------------------------------------------------------- | ----------------- | ---------- | ------------------ | ---- | -------- |
| Spojené království                                                         | Dominic Inglot    | Chorvatsko | Franko Škugor      | 67.  | 1.       |
| Nizozemsko                                                                 | Robin Haase       | Nizozemsko | Matwé Middelkoop   | 77.  | 2.       |
| Chorvatsko                                                                 | Antonio Šančić    | Bělorusko  | Andrej Vasilevskij | 129. | 3.       |
| Francie                                                                    | Jonathan Eysseric | Francie    | Hugo Nys           | 133. | 4.       |
| Žebříček ATP k 2. červenci 2018; číslo je součtem umístění obou členů páru |                   |            |                    |      |          |

### Jiné formy účasti
Následující páry obdržely divokou kartu do hlavní soutěže:
- Marin Draganja /  Tomislav Draganja
- Ivan Sabanov /  Matej Sabanov

Následující pár nastoupil z pozice náhradníka:
- Nicolás Jarry /  Roberto Quiroz

### Odhlášení
před zahájením turnaje
- Ariel Behar

## Přehled finále

### Mužská dvouhra
- Marco Cecchinato vs.  Guido Pella, 6–2, 7–6(7–4)

### Mužská čtyřhra
- Robin Haase /  Matwé Middelkoop vs.  Roman Jebavý /  Jiří Veselý, 6–4, 6–4